# أراندون بسان
أراندون بسان (بالفرنسية: Arandon-Passins) هي بلدية في إقليم إزار بمنطقة أفيرن–رون ألب في جنوب شرق فرنسا.